# Manuel Fernandes
Manuel Fernandes Henrique Tavares  (5. veljače 1986.), poznatiji kao Manuel Fernandes, bivši je portugalski nogometaš porijeklom sa Zelentortskih otoka. 
Bratić je švicarskog reprezentativnog veznjaka Gelsona Fernandesa.

## Vanjske poveznice
- Profil na Transfermarktu
- Profil na Soccerwayu